# Daniela Marcheschi
Daniela Marcheschi (Lucca, 1953) è una critica letteraria italiana, studiosa di letteratura e antropologia delle arti.
Ha insegnato in università italiane e straniere fra le quali Uppsala, Salamanca, Firenze. Attualmente è in forza al CLEPUL, Centro Studi delle Letterature Europee e Lusofone della Facoltà di Lettere dell’Università di Lisbona per Letteratura e Multiculturalismo. Svolge attività di insegnamento, corsi, conferenze anche in Accademie e Conservatori italiani e nelle Università di diversi paesi stranieri (Svezia, Polonia, Germania, Francia, Brasile, Cile, USA, Belgio, Inghilterra, Svizzera). 
Suoi volumi e saggi singoli sono tradotti in inglese, tedesco, svedese, spagnolo, portoghese, neogreco, francese. Grazie ai suoi lunghi soggiorni e attività all’estero, traduce e insegna in diverse lingue.

## Biografia
Ha trascorso l’infanzia e la giovinezza a Lucca, in una famiglia della borghesia agraria per parte di madre, in cui si nutrivano rispetto per il lavoro e passione per la letteratura, la musica, il teatro, la politica, in appartenenza a una radicata tradizione antifascista e socialista. Il nonno materno, piccolo impresario edile, che aveva guidato una fuga di 9 prigionieri dei tedeschi dal campo di Fossoli, fu catturato e ucciso dalle SS nell’Eccidio di Molinaccio nel 1944; altri membri della famiglia materna furono deportati.
Nell’adolescenza ha studiato musica e ha svolto attività con la Polifonica Lucchese, partecipando alla prima ripresa moderna del Requiem di Giacomo Puccini (direzione di Herbert Handt, all’organo Luigi Ferdinando Tagliavini, alla viola Raoul Mancuso). Durante gli anni del Liceo Ginnasio N. Machiavelli conosce e frequenta Pia Pera e la sua famiglia: il padre Giuseppe, giuslavorista, la madre Elvira, studiosa di filosofia già allieva di Giorgio Colli e Augusto Guzzo. Ha avuto inoltre rapporti cordiali con molti musicisti tra i quali Claudio Scimone, Jean Guillot e Gino Negri.
Compie gli studi universitari alla Scuola Normale di Pisa, dove approfondisce le sue ricerche sul piano filologico-linguistico e storico-letterario seguendo i corsi di Alfredo Stussi, Mario Fubini, Giovanni Nencioni, Guido Martellotti, Gianfranco Contini e cicli di lezioni, seminari e conferenze, in particolare stringendo rapporti con Carlo Dionisotti i cui scritti la stimolano alla ricerca di una visione storiografico-letteraria nuova. All’Institut d'Études Françaises di Avignon, segue i corsi dell’antropologo e critico René Girard e di Jean-Marie Domenach, con i quali ha scambi importanti per la sua formazione interdisciplinare. Conosce e frequenta Eugenio Montalee Piero Bigongiari presentatogli da Antonio Tacconi, medico e raffinato collezionista d’arte contemporanea. Grazie a Montale, entra in rapporto con Vittorio Sereni e il pittore Nino Tirinnanzi. 
Durante e dopo il periodo di docenza in Svezia, terminato nel 1980, ha modo di stringere solidi rapporti di amicizia e stima con scrittori, intellettuali e artisti di quel paese: Staffan Nihlén, Karin Holst, Jon Wipp, Birgitta e Ulf Trotzig. In Italia conosce e frequenta con assiduità artisti e critici d’arte come Franco Angeli, Carlo Zauli, Emilio Tadini, Ennio Morlotti, Elena Pontiggia, Edgardo Abbozzo, Carlo Mattioli.
Nel 1978 rimane profondamente colpita dal romanzo Il Giocatore invisibile di Giuseppe Pontiggia (1934-2003), scrittore che diventa per lei un maestro, un amico e uno dei punti di riferimento per la rilettura del secondo Novecento. Ne valorizza l’opera con numerosi saggi a partire dal 1979-1980, in un lavoro che culmina nella cura del suo Meridiano Mondadori delle Opere nel 2004, e con lui stringe un sodalizio di autore-critico “di fiducia” lungo 25 anni. Nella sua prospettiva critica, Pontiggia è l’autore che rilancia un rapporto vitale con i classici, fra etica e letteratura: lo considera uno sperimentatore, che rinnova la scrittura italiana e che valorizza la riflessione sulla lettura, sulla tecnica e la retorica come arte dello scrivere; così liquida molti residui dell’idealismo crociano e della cultura simbolista e decadente, ancora presenti in tanti autori, anche assai celebrati.
Dai primi anni Ottanta collabora alla «Rassegna Lucchese» e mantiene rapporti di stretta amicizia con l’italianista - già docente a Parigi e Udine - Felice Del Beccaro, che ne è direttore con i pittori Giuseppe Ardinghi e Mari Di Vecchio, Guglielmo Petroni, Romeo Giovannini, Edoardo Taddeo, e anche con Mario Tobino, Manlio Cancogni, Rolando Anzilotti, Pia e Valentina Pea. Grazie a Petroni avrà modo di frequentare Natalino Sapegno, Natalia Ginzburg, Giovanni Macchia, Carlo Muscetta, Goffredo Petrassi, Gianni Granzotto. Anche con la “colonia” degli studiosi e scrittori stranieri residenti in Lucchesia avrà assidua frequentazione: Paul Gervais, Michael Grant, Peter Zadek, Elisabeth Plessen, Martha Braun, Martha Fay, a cui si aggiungerà Darko Suvin. Stringe amicizia anche con la poetessa e drammaturga pistoiese Maura Del Serra, con il poeta e critico maceratese Remo Pagnanelli (1955-1987) di cui curerà poi la ripubblicazione di tutte le poesie e degli scritti critici, e con il traduttore russo Lev Vershinin. Nel 1984 conosce il linguista Giovanni Semerano e, colpita dalla novità della sua ricerca, per alcuni anni collabora alla revisione delle bozze del suo monumentale lavoro dedicato a Le origini della cultura europea (Olschki, 1984-1994), in particolare rivedendone il Dizionario della lingua latina e di voci moderne quanto alle lingue moderne (germaniche e neolatine).
Grazie all’impulso di Del Beccaro, Pontiggia e Cesare Garboli, si dedica agli studi su Collodi, di cui rivaluta la produzione per gli adulti oltre che quella per i bambini attraverso Le Avventure di Pinocchio. Riguardo al capolavoro collodiano, sottolinea che la dialettica non esaurisce le possibilità di interpretazione della storia letteraria e che, quindi, si deve leggere il finale del Pinocchio secondo una estetica coerente con quella della tradizione comico-umoristica seguita da Collodi, che voleva prendere le distanze sia dal tardo-romanticismo sia dal realismo verista. Cura o scrive in proposito alcuni volumi di riferimento tesi ad abbattere gli steccati artificiosi fra letteratura per l’infanzia e letteratura per gli adulti: C. Collodi, Opere (Milano, Mondadori, I Meridiani, 1995). In questa ottica di recente pubblicazione il Meridiano delle Opere di Gianni Rodari, che va nella stessa direzione di un cambiamento di orizzonte critico-letterario, proposto anche con il saggio La Letteratura per l’Infanzia in Storia della Letteratura Italiana diretta da Nino Borsellino e Walter Pedullà. 
Negli anni '80 stringe rapporti con gli scrittori Giuseppe Bonaviri, Stefano D’Arrigo, il critico Luciano Anceschi, il poeta Antonio Porta.
Nel 1990 pubblica La fuga di Atalanta (sulla narrativa italiana 'giovane’), il primo saggio di ricognizione degli scrittori nuovi di quel periodo, individuando in Edoardo Albinati, Sergio Atzeni, Carlo Lucarelli, Claudio Piersanti, Clara Sereni (e alcuni altri) le voci più solide allora emerse. Nei primi anni Novanta stringe amicizia proprio con Atzeni e la Sereni, e incontra Amedeo Anelli. Con lui e altri amici, fra cui Guido Oldan Archiviato il 16 maggio 2021 in Internet Archive. i, entra a far parte del Comitato Scientifico e di Redazione di «Kamen’»: non solo una rivista di poesia e filosofia, ma anche un progetto di ricerca per contrastare la deprivazione della cultura odierna e per individuare le tradizioni letterarie e artistiche più vitali nel panorama europeo. Qui, oltre a saggi su Giacomo Noventa, l’umorismo e altre tematiche, potrà valorizzare in modo criticamente originale alcuni poeti del Novecento italiano ed internazionale, come Giampiero Neri, Pier Luigi Bacchini, il venezuelano Carlos Contramaestre, la Trotzig, Roberto Piumini, Assunta Finiguerra, Magnus William-Olsson, il nicaraguense Anastasio Lovo, Suvin, Marco Beck. Alla metà degli anni Novanta comincia a frequentare studiosi e artisti statunitensi come Athena Tacha, Robert Feintuch, Rona Pondick, Richard E. Spear, Beverly Pepper e la collezionista svedese Birgit Rausing.
Stringe amicizia con Ernesto e Carla Ferrero; e, dalla fine degli anni Novanta, con la comparatista e scrittrice portoghese Luísa Marinho Antunes, grazie a cui ha modo di conoscere altri studiosi e intellettuali portoghesi: Eduardo Lourenço, Miguel Real, Fernando Cristóvão, José Eduardo Franco. Insieme con la Marinho Antunes e  Sofia Gavriliidis dà vita al progetto internazionale di ricerca Studying Humour/ Estudos sobre o Humor/ Studi sull’ Umorismo/ Etudes sur l’Humour, che riunisce diverse decine di università ed enti di ricerca in tutto il mondo. Nell’ambito degli studi promossi da questo progetto individua la fonte principale del saggio L'Umorismo di Luigi Pirandello in Léon Dumont, Des causes du rire (1862), che è la “madre” dei principali scritti teorici internazionali sull’umorismo fino alla metà e oltre del Novecento.
Attraverso lo scrittore Guido Conti, comincia a collaborare con la rivista «Palazzo Sanvitale» di Parma, città che frequenta anche perché contribuisce da anni alle pagine culturali del quotidiano «Gazzetta di Parma». Fra il 1999 e il 2000, scrive Prismi e poliedri. Scritti di Critica e Antropologia delle Arti, la prima opera sistematica italiana nel campo dell’Antropologia dell’arte, e la prima «in assoluto a sottrarla ai limiti della riflessione etnografica»; e nel 2000 è invitata a tenere un corso di lezioni teoriche ed esercitazioni pratiche di Antropologia dell’Arte su Cultura, Tradizione/tradizioni, Arte, presso il Dipartimento di Storia e Progetto nell’Architettura, Università di Palermo. Ha intanto stretto amicizia con “il papa dell’olio” Luigi Caricato e, legatane al progetto OlioOfficina, ne dirige poi la rivista on line «Corso Italia 7 »; e con gli scrittori Roberto Barbolini, Edgardo Franzosini, Vittorio Orsenigo, Laura Bosio, lo psicanalista Giovanni Sias, e con il geniale ingegnere e fisico Sergio Serapioni. Nello stesso periodo entra in contatto con Padre Ernesto Cardenal.
Nel 2005 inizia la collaborazione al supplemento domenicale del giornale «Il Sole 24 Ore»; e nel maggio dello stesso anno, al Salone del Libro di Torino tiene la Lectio magistralis di apertura dal titolo Il sogno della Letteratura, che farà poi parte del volume omonimo Il sogno della Letteratura. Luoghi, maestri, tradizioni.
Reagendo a certa informazione approssimativa sui meccanismi e le motivazioni del premio Nobel, pubblica Alloro di Svezia. Carducci Deledda Pirandello Quasimodo Montale Fo. Le motivazioni del Premio Nobel per la Letteratura. Approfondisce gli studi su Antonio Fogazzaro e, in una serie di saggi in varie nuove edizioni delle opere, lo sottrae al cliché di marca crociana secondo il quale le vicende da lui narrate sono un insieme di cattolicesimo, di « [...] blandizie e [...] alcova»; disegna l’immagine di un autore internazionale, innovatore specie nel romanzo Malombra, e consapevole dell’equivoco teoretico insito nell’identificazione Bello=Male di Charles Baudelaire (semplice rovescio del platonico Bello=Bene), su cui rifletterà decenni dopo la letteratura tedesca da Kafka a Broch e Canetti.
Angelo Genovesi, studioso di Henri Bergson e Albert Einstein e presidente della Fondazione Dino Terra, la chiama a rilanciare l’opera di questo autore e a curarne il convegno La figura e le opere di Dino Terra nel panorama letterario ed artistico del ‘900. Da Direttore scientifico della stessa Fondazione, d’intesa con Genovesi promuove la ripubblicazione delle opere di Terra, dirigendone la collana Marsilio insieme con Luísa Marinho Antunes; e cura insieme con Giovanni Sias un convegno su Letteratura e Psicanalisi. Per la stessa Fondazione guida il progetto seminariale di studi su Letteratura e giornalismo tuttora in corso.
Nel 2007 conosce la poetessa e neuropsichiatra infantile Margherita Rimi, che sostiene l’originale idea di una «Civiltà dei bambini», capace di comprendere quella civiltà dell’infanzia di cui parlano anche Philippe Ariès e Gianni Rodari.
Dal 2009 è Presidente dell'Edizione Nazionale delle Opere di Carlo Lorenzini, promossa dalla Fondazione Nazionale Carlo Collodi.
Come Direttore scientifico del CISESG-Centro Internazionale di Studi Europei Sirio Giannini di Seravezza ne sostiene il progetto di ricerca, in atto, sulla Favola nella letteratura del Novecento, iniziato nel 2011; dal 2018 è divenuta membro del Comitato Internazionale ICOJIL - International Conferences on Jewish Italian Literature.
Dal 2019 è Presidente del Comitato Nazionale delle Celebrazioni del Tricentenario della nascita di Giuseppe Baretti.

## Opere

### Saggi
- Collodi ritrovato, Pisa, ETS, 1990.
- Destino e sorpresa. Per Giuseppe Pontiggia con i suoi primi scritti sul «Verri», Pistoia, C.R.T., 2000.
- Prismi e poliedri. Scritti di Critica e Antropologia delle Arti, vol. I, Orizzonti e problemi, Livorno, Sillabe, 2001.
- Una luce dal Nord. Scritti scandinavi (1979-2000), Firenze, Le Lettere, 2001.
- La natura e la storia. Quattro scritti per Giampiero Neri, Firenze, Le Lettere, 2002.
- Scritti di Critica e Storia dell’Arte, Firenze, Loggia de’ Lanzi, 2002.
- Sandro Penna. Corpo, Tempo e Narratività, Roma, Avagliano, 2007.
- Alloro di Svezia. Carducci Deledda Pirandello Quasimodo Montale Fo. Le motivazioni del Premio Nobel per la Letteratura, Parma, MUP, 2007.
- Chiara Matraini Poetessa lucchese e la letteratura delle donne nei nuovi fermenti religiosi del ‘500 , Lucca, Maria Pacini Fazzi Editore, 2008.
- Pier Luigi Bacchini o le meccaniche dell'anima, Lucca, ZonaFranca, 2009.
- Leopardi e l'umorismo, Pistoia, Petite Plaisance, 2010.
- Nessuno è poeta. Scritti su Giacomo Noventa, Lucca, Trasciatti Editore, 2011.
- Maurizio Cucchi o la pace sospesa , Lucca, ZonaFranca, 2011.
- Il sogno della letteratura. Luoghi, maestri, tradizioni, Roma, Gaffi, 2012.
- Il naso corto. Una rilettura delle Avventure di Pinocchio, Bologna, EDB, 2016.
- Il volto umano dell'olio, Milano, OOF, 2016.
- Edith Södergran, Poesie, a cura di Daniela Marcheschi, Roma, Elliot, 2020.

### Poesie
- Sul molo foraneo (Poesie 1979-1990), Introduzione di Giuseppe Pontiggia, Firenze, Esuvia Edizioni, 1991.
- La regimazione delle acque Poesie 1992, Con il saggio Una classicità senza classicismi di Amedeo Anelli, Parma, Il Cavaliere Azzurro, 2001.
- Si nasce perché l'anima. Poesie e Poemetti 1995-2003, Lucca ZonaFranca, 2009.
- Ossigeno, con un'incisione di Luciano Ragozzino, Milano, Il Ragazzo Innocuo, 2012.
- Fuoco, Prefazione di Roberto Barbolini, Viadana, FUOCOfuochino, 2012.

### Curatele
- Ingiurie improperi contumelie ecc. Saggio di lingua parlata del Trecento cavato dai libri criminali di Lucca per opera di Salvatore Bongi. Nuova edizione rivista e corretta con introduzione, lessico e indici onomastici, Lucca, Maria Pacini Fazzi editore, 1983.
- Carteggio Cecchi-Praz, a cura di Francesca Bianca Crucitti Ullrich, Prefazione di Giovanni Macchia, Note di Daniela Marcheschi, Milano, Adelphi, 1985.
- Sirio Giannini, Prati di fieno, Pisa, ETS, 1989.
- Giuseppe Pontiggia, Il giocatore invisibile, Milano, Mondadori Oscar-Classici, 1989.
- Carlo Collodi, I ragazzi grandi, con una nota di Carlo Alberto Madrignani, Palermo, Sellerio, 1989.
- Carlo Collodi, Gli Amici di Casa, Lucca, Maria Pacini Fazzi Editore, 1990.
- Carlo Collodi, Cronache dall'Ottocento, Pisa, ETS, 1990.
- Remo Pagnanelli, Studi critici. Poesie e poeti italiani nel secondo Novecento, Milano, Mursia, 1991.
- Carlo Collodi, Opere, Milano, Mondadori, I Meridiani, 1995.
- Giuseppe Pontiggia, La grande sera, Milano, Mondadori Oscar-Classici, 1995.
- Birgitta Trotzig, Il sonno del mondo (Poesie 1954-1996), Roma, Fondazione Piazzolla, 1997.
- Remo Pagnanelli, Prime scene da manuale, Pistoia, Via del Vento Edizioni, 1998.
- Carlo Collodi, Le Avventure di Pinocchio e Pipì o lo scimmiottino color di rosa, Roma, Ediesse, 1998.
- Francesco Guicciardini, Opere, Introduzione di Giuseppe Pontiggia, Roma, Istituto Poligrafico dello Stato 1999.
- Remo Pagnanelli, Poesie, Ancona, Il lavoro editoriale, 2000.
- Luigi Pulci, Opere, Roma, Istituto Poligrafico dello Stato, 2001.
- Carlo Collodi, Le Avventure di Pinocchio, Milano, Mondadori Oscar, 2001.
- Terra gentile, aria azzurrina, Einaudi Ragazzi, Trieste, 2002.
- Tutto l’amore che c’è, Einaudi Ragazzi, Trieste, 2003.
- Felice Del Beccaro, Studi di Letteratura Moderna e Contemporanea, Lucca, Istituto Storico Lucchese, 2003.
- Giuseppe Pontiggia, Opere, Milano, Mondadori, I Meridiani, 2004.
- Tutto Pinocchio, Parma, MUP, 2005.
- Felice Del Beccaro, Il paesaggio in «Pinocchio» e altri scritti collodiani, Prefazione di Renato Bertacchini, Lucca, Istituto Storico Lucchese-Fondazione Nazionale Carlo Collodi, 2005.
- Giuseppe Pontiggia, Il giocatore invisibile, Milano, Mondadori Oscar-Classici, 2007.
- Giuseppe Pontiggia, Le sabbie immobili Milano, Mondadori Oscar-Classici, 2007.
- Antonio Fogazzaro fra poesia e prosa, Bologna, Nuova S1, 2008.
- Birgitta Trotzig, Nel fiume di luce. Poesie 1954-2008, Milano, Oscar Mondadori, 2008.
- Giuseppe Pontiggia, La grande sera, Milano, Mondadori Oscar-Classici, 2009.
- La figura e l’opera di Dino Terra nel panorama letterario ed artistico del ‘900, Venezia, Marsilio, 2009.
- Le vie dorate: Con Giuseppe Pontiggia, Prefazione di Guido Conti, Parma MUP, 2009.
- Sirio Giannini, Prati di fieno, Firenze, Polistampa, 2010.
- Antonio Fogazzaro, Malombra, Milano, Oscar Mondadori, 2009.
- Antonio Fogazzaro, Piccolo Mondo Antico, Milano, Mondadori Oscar 2010.
- Luigi Pirandello, L'Umorismo, Milano, Oscar Mondadori, 2010.
- Con Giuseppe Pontiggia. Le voci della Notte Bianca, Milano, 21 giugno 2013, Rimini, Guido Conti Editore-GuaraldiLAB, 2013.
- Dino Terra, Ioni, Venezia, Marsilio, 2014.
- Remo Teglia, Album Remo Teglia. Vita di uno scrittore, Roma, Avagliano, 2014.
- Antologia di Poeti contemporanei. Tradizioni e innovazione in Italia, Milano, Mursia, 2016.
- Letteratura e giornalismo. Vol. I, Venezia, Marsilio, 2017.
- Letteratura e psicanalisi, Venezia, Marsilio, 2017.
- Mille anni di poesia religiosa italiana, Bologna, EDB, 2017.
- La gravidanza della terra, Milano, OOF, 2017.
- Giovanni Pascoli Gabriele d'Annunzio Magnifiche presenze, Lucca, ZonaFranca, 2017.
- D'Annunzio-Puccini-Pascoli: Magnifiche presenze, Lucca, ZonaFranca, 2018.
- Giuseppe Pontiggia, La lente di Svevo, Bologna, EDB, 2018.
- Karin Boye, Poesie. Con testo a fronte, a cura di Daniela Marcheschi, Firenze, Le Lettere, 2018, II ediz. (I ediz. 1994).
- Giuseppe Pontiggia, Le parole necessarie. Tecniche della scrittura e utopia della lettura, Bologna, Marietti1820, 2018.
- La Favola nelle Letterature Europee con Chiara Tommasi, Pistoia, Petite Plaisance, 2018.
- Letteratura e giornalismo. Vol. II, Venezia, Marsilio, 2019.
- Gianni Rodari, Opere, Milano, Mondadori, I Meridiani, 2020.
- Letteratura e giornalismo. Giornalisti o scrittori? Vol. III, Venezia, Marsilio, 2020.
- Giuseppe Pontiggia, Come rendere più espressiva la scrittura, Bologna, Marietti1820, 2020.
- Giuseppe Baretti a trecento anni dalla sua nascita, con Francesca Savoia, Pisa, ETS, 2020.
- La Favola in Enrico Pea e Giovannino Guareschi con Chiara Tommasi, Pisa, ETS, 2020.

## Premi
- Premio Speciale Carlo Collodi (Gabinetto Vieusseux, 1996).
- Rockefeller Award (1996) per la letteratura insieme con Geoffrey Hartman e Richard Weisberg.
- Tolkningspris dell’Accademia di Svezia (2006) per il suo contributo alla diffusione della letteratura svedese in Italia con traduzioni (di Edith Södergran, Karin Boye, Birgitta Trotzig, August Strindberg, Tomas Tranströmer e altri) e saggi[32].